# Grup Poincaré

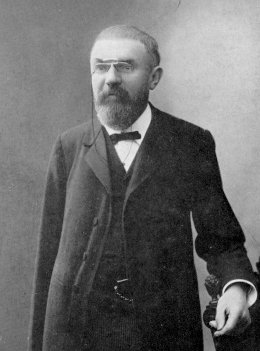
Henri Poincaré

Grupul Poincaré, numit după Henri Poincaré (1906), a fost definit mai întâi de către Minkowski (1908), ca grupul izometriilor spațio-temporale Minkowski. Este un grup de dimensiune zece, neabelian Lie de importanță fundamentală în fizică.

## Prezentare generală
O izometrie spațio-temporală Minkowski are proprietatea că intervalul temporal dintre evenimente este lăsat invariant. De exemplu, dacă totul a fost amânat cu două ore, inclusiv cele două evenimente și calea pe care se merge de la unul la altul, atunci intervalul de timp dintre evenimentele înregistrate de un cronometru va fi același. Sau dacă totul se mută cu cinci kilometri spre vest sau la 60 de grade spre dreapta, nu apare nicio schimbare a intervalului de timp scurs. Lungimea proprie⁠(d) a unui obiect nu este afectată de o astfel de schimbare. O inversare a timpului sau a spațiului (o reflexie) este și ea o izometrie a acestui grup. 
În spațiul Minkowski (adică ignorând efectele gravitației), există zece grade de libertate a izometriei, care poate fi considerată ca o translație în timp sau spațiu (patru grade, una pe dimensiune); o reflexie față de un plan (trei grade, libertatea în orientarea acestui plan); sau o „accelerare” în oricare dintre cele trei direcții spațiale (trei grade). Compunerea transformărilor este operatorul grupului Poincaré, cu rotația corespunzătoare fiind produsă ca o compunere a unui număr par de reflexii. 
În fizica clasică, grupul galilean⁠(d) este un grup comparabil cu zece parametri care acționează asupra timpului și spațiului absolut⁠(d). În loc de accelerări, acesta prezintă aplicații de forfecare⁠(d) pentru a se referi la sistemele de referință în mișcare.

## Simetria Poincaré
Simetria Poincaré este simetria deplină din relativitatea resrânsă. Ea include: 
- translații (deplasări) în timp și spațiu (P), formând grupul Lie abelian al translațiilor în spațiu-timp;
- rotații în spațiu, formând grupul Lie neabelian al rotațiilor tridimensionale⁠(d) (J);
- accelerări, transformări care leagă două corpuri în mișcare uniformă (K).

Ultimele două simetrii, J și K, fac împreună grupul Lorentz⁠(d) (a se vedea și invarianța Lorentz); produsul semi-direct⁠(d) al grupului translațiilor cu grupul Lorentz produc apoi grupul Poincaré. Obiectele care sunt invariante în cadrul acestui grup sunt considerate a poseda invarianță Poincaré sau invarianță relativistă. 

## Grupul Poincaré
Grupul Poincaré este grupul izometriilor spațio-temporale Minkowski. Este un grup Lie necompact de dimensiune zece. Grupul abelian al translațiilor este un subgrup normal⁠(d), în timp ce grupul Lorentz⁠(d) este și el un subgrup, stabilizatorul⁠(d) originii. Grupul Poincaré însuși este subgrupul minimal al grupului afin⁠(d) care include toate translațiile și transformările Lorentz. Mai exact, este un produs semidirect⁠(d) al grupului translațiilor și grupului Lorentz, 
{\displaystyle \mathbf {R} ^{1,3}\rtimes \mathrm {O} (1,3)\,,}
cu operația de grup 
{\displaystyle (\alpha ,f)\cdot (\beta ,g)=(\alpha +f\cdot \beta ,\;f\cdot g)} 
Un alt mod de a formula aceasta este că grupul Poincaré este o extensie⁠(d) a grupului Lorentz⁠(d) printr-o reprezentare vectorială a acestuia; uneori este numit, informal, grupul neomogen Lorentz. La rândul său, el poate fi de asemenea obținut ca o contracție de grup⁠(d) a grupului de Sitter SO(4,1) ~ Sp (2,2), deoarece raza de Sitter⁠(d) merge la infinit. 
Reprezentările⁠(d) ireductibile unitare pozitive ale energiei sale sunt indexate de masă (număr nenegativ) și spin (întreg sau semiîntreg) și este asociat cu particulele din mecanica cuantică (vezi clasificarea lui Wigner⁠(d)). 
În conformitate cu programul Erlangen⁠(d), geometria spațiului Minkowski este definită de grupul Poincaré: spațiul Minkowski este considerat un spațiu omogen⁠(d) pentru grup. 
În teoria cuantică a câmpurilor, acoperirea universală a grupului Poincaré 
{\displaystyle \mathbf {R} ^{1,3}\rtimes \mathrm {SL} (2,C)}
și acoperirea dublă 
{\displaystyle \mathbf {R} ^{1,3}\rtimes \mathrm {Spin} (1,3)}
sunt mai importante, deoarece reprezentările lui SO(1,3) nu pot descrie corpurile cu spin 1/2, adică fermionii. Aici SL(2, C) este grupul matricelor 2 × 2 complexe cu determinantul egal cu 1.

## Algebra Poincaré
Algebra Poincaré este algebra Lie⁠(d) a grupului Poincaré. Este o extensie de algebră Lie⁠(d) a algebrei Lie a grupului Lorentz. Mai precis, partea proprie (det Λ = 1), ortocronă ({\displaystyle \Lambda _{0}^{0}\geq 1}) a subgrupului Lorentz (componenta sa identitate⁠(d)), SO+(1, 3) este legată de elementul neutru și este deci dată de exponențierea⁠(d) exp(iaμPμ) exp(iωμνMμν/2) a acestei algebre Lie⁠(d). În forma componentă, algebra Poincaré este dată de relațiile de comutație:
{\displaystyle ~[P_{\mu },P_{\nu }]=0\,}
{\displaystyle ~{\frac {1}{i}}~[M_{\mu \nu },P_{\rho }]=\eta _{\mu \rho }P_{\nu }-\eta _{\nu \rho }P_{\mu }\,}
{\displaystyle ~{\frac {1}{i}}~[M_{\mu \nu },M_{\rho \sigma }]=\eta _{\mu \rho }M_{\nu \sigma }-\eta _{\mu \sigma }M_{\nu \rho }-\eta _{\nu \rho }M_{\mu \sigma }+\eta _{\nu \sigma }M_{\mu \rho }\,,}
unde P este generatorul translațiilor, M este generatorul transformărilor Lorentz, iar η  este metrica Minkowski (+,−,−,−).
Relația de comutare cea mai de jos este grupul („omogen”) Lorentz, constând din rotații, Ji = ϵimnMmn/2, și accelerări, Ki = Mi0 . În această notație, întreaga algebră Poincaré este exprimată în limbajul necovariant (dar mai practic) ca fiind 
{\displaystyle [J_{m},P_{n}]=i\epsilon _{mnk}P_{k}~,}
{\displaystyle [J_{i},P_{0}]=0~,}
{\displaystyle [K_{i},P_{k}]=i\eta _{ik}P_{0}~,}
{\displaystyle [K_{i},P_{0}]=-iP_{i}~,}
{\displaystyle [J_{m},J_{n}]=i\epsilon _{mnk}J_{k}~,}
{\displaystyle [J_{m},K_{n}]=i\epsilon _{mnk}K_{k}~,}
{\displaystyle [K_{m},K_{n}]=-i\epsilon _{mnk}J_{k}~,}
unde comutatorul de pe linia inferioară a două amplificări este adesea denumit „rotația Wigner”. Se observă importanta simplificare [Jm+i Km, Jn−i Kn] = 0, ceea ce permite reducerea subalgebrei Lorentz la su(2)⊕su(2) și tratamentul eficient al reprezentărilor⁠(d) asociate. 
Invarianții Casimir⁠(d) ai acestei algebre sunt PμPμ și Wμ Wμ, unde Wμ este pseudovectorul Pauli-Lubanski⁠(d); ele servesc ca etichete pentru reprezentările grupului. 
Grupul Poincaré este grupul complet de simetrie al oricărei teorii relativiste a câmpurilor. Drept rezultat, toate particulele elementare intră în reprezentările acestui grup⁠(d). Acestea sunt, de obicei, specificate prin tetraimpulsul la pătrat al fiecărei particule (adică pătratul masei lor) și numerele cuantice intrinseci JPC, unde J este numărul cuantic de rotație, P este paritatea⁠(d) și C este numărul cuantic de sarcină-conjugare⁠(d). În practică, conjugarea sarcinilor și paritatea sunt încălcate de multe teorii cuantice ale câmpurilor; unde este valabilă, se pierd P și C. Deoarece simetria CPT⁠(d) este invariantă⁠(d) în teoria cuantică a câmpurilor, se poate construi un număr cuantic de inversare a timpului din cele date. 
Ca spațiu topologic, grupul are patru componente conexe: componenta identității (elementul neutru); componenta inversată în timp (elementul simetric); componenta inversată în spațiu; și componenta care este atât inversată atât în timp, cât și în spațiu.

## Alte dimensiuni
Definițiile de mai sus pot fi generalizate în dimensiuni arbitrare într-un mod simplu. Grupul d-dimensional Poincaré este definit în mod analog de produsul semi-direct 
{\displaystyle \mathrm {IO} (1,d-1):=\mathbf {R} ^{1,d-1}\rtimes \mathrm {O} (1,d-1)}
cu operația analogă 
{\displaystyle (\alpha ,f)\cdot (\beta ,g)=(\alpha +f\cdot \beta ,\;f\cdot g)}.
Algebra Lie își păstrează forma, cu indicii µ și ν luând acum valori între 0 și d-1. Reprezentarea alternativă în ceea ce privește Ji și Ki nu are analogie în dimensiuni mai mari. 

## Algebra Super-Poincaré
O observație asociată este că reprezentările grupului Lorentz⁠(d) includ o pereche de reprezentări cu spinori complecși bidimensionali neechivalenți {\displaystyle 2}și {\displaystyle {\bar {2}}}al căror produs tensorial⁠(d) {\displaystyle 2\otimes {\overline {2}}=3\oplus 1} este reprezentarea adjunctă⁠(d). Se poate identifica această ultimă parte cu spațiul Minkowski tetradimensional însuși (spre deosebire de identificarea acestuia cu o particulă cu spin 1, așa cum se procedează în mod normal pentru o pereche de fermioni, de exemplu un pion fiind compus dintr-o pereche quark-antiquark). Aceasta sugerează că ar putea fi posibilă extinderea algebrei Poincaré pentru a include și spinorii. Aceasta conduce direct la noțiunea de algebră super-Poincaré⁠(d). Aprecierea matematică a acestei idei este că se lucrează cu reprezentări fundamentale⁠(d), în locul reprezentărilor adjuncte. Atractivitatea fizică a acestei idei este că reprezentările fundamentale corespund ferminilor, care sunt întâlniți în natură. Până în prezent, însă, supersimetria implicită de aici, aceea a unei simetrii dintre direcțiile spațiale și fermionice, nu este întâlnită experimental în natură. Problema experimentală poate fi exprimată aproximativ ca fiind întrebarea: dacă trăim în reprezentarea adjunctă (spațiu-timpul Minkowski), atunci unde se ascunde reprezentarea fundamentală? 